# Enhetsflygplan
Enhetsflygplan på rikssvenska eller multirollflygplan på finlandssvenska (av engelska: multirole combat aircraft) är stridsflygplan som konstruerats för att uppträda i mer än en roll per version, exempelvis jakt, attack och spaning, och kunna skifta mellan de olika uppgifterna under gång eller genom ny last för att på så vis kunna agera som egen enhet. Genom att vid visst tillfälle kunna ta ut maximal effekt i just den funktion som då bedöms som mest angelägen blir flexibiliteten stor och försvårar för motståndare att i varje läge bedöma insatsförmågan hos enhetsflygplanen.  
Enhetsflygplan är per praxis byggda som jaktflygplan i grunden men bär på en mängd av interna och externa system som tillåter annat uppträdande. Konstruktionen skall tillåta planet att kunna fungera i någon av de olika rollerna, utan att de andra blir sekundära.
Ett bra exempel på denna typ av stridsflygplan är Saab 39 Gripen.

## Typexempel
Listan nedan visar exempel på enhetsflygplan samt var det är utvecklat:

### Europa
| Stridsflygplan       | Ursprungsland                           | Kommentar | Bild                |
| -------------------- | --------------------------------------- | --- | ------------------- |
| Dassault Mirage 2000 | Frankrike                               | |                     |
| Dassault Rafale      | Frankrike                               | Beskrivs av tillverkaren som "omni-role", dvs jaktstridsflyg/attackstridsflyg                                                                                                  |                     |
| Eurofighter Typhoon  | Storbritannien Tyskland Italien Spanien | | Eurofighter Typhoon |
| Panavia Tornado      | Storbritannien Tyskland Italien         | Det första flygplanet att universalt klassas som enhetsflygplan Roller: jaktattack, jaktbomb, luftförsvar, kustförsvar, fjärrspaning, telekrig                                 |                     |
| Saab 18              | Sverige                                 | Beskriven som enhetsflygplan Roller: bomb (störtbomb, höjdbomb), attack, kustförsvar (havsövervakning, sjömålsanfall, ubåtsjakt, minering), fjärrspaning, lätt jakt, tung jakt |                     |
| Saab 32 Lansen       | Sverige                                 | Beskriven som enhetsflygplan Roller: attack, kustförsvar (havsövervakning, sjömålsanfall), allvädersjakt, dykbombning, fjärrspaning                                            |                     |
| Saab 37 Viggen       | Sverige                                 | Beskriven som enhetsflygplan Roller: attackjakt, jaktattack, kustförsvar, luftförsvar, stridsfältbelysning                                                                     |                     |
| Saab 39 Gripen       | Sverige                                 | Beskriven som lätt enhetsflygplan Roller: jakt, attack, spaning | JAS 39 Gripen       |
| Saab 39 Gripen NG    | Sverige                                 | Vidareutvecklad Saab 39 Gripen (NG = Nästa Generation) Roller: jakt, attack, spaning                                                                                           |                     |

### Nordamerika
| Stridsflygplan         | Ursprungsland                                                                    | Kommentar                                                                                   | Bild                |
| ---------------------- | -------------------------------------------------------------------------------- | ------------------------------------------------------------------------------------------- | ------------------- |
| F-4 Phantom II         | USA                                                                              | Begränsad enhetsförmåga.                                                                    |                     |
| F-14 Tomcat            | USA                                                                              | Begränsad enhetsförmåga.                                                                    |                     |
| F-15E Strike Eagle     | USA                                                                              | Enhetsversion av F-15 Eagle.                                                                |                     |
| F-16 Fighting Falcon   | USA                                                                              | F-16 är ett stridsflygplan som flygs av flertal NATO-medlemmar och andra allierade till USA |                     |
| F/A-18 Hornet          | USA                                                                              | Prefixet F/A står för Fighter/Attacker (Jakt/Attack)                                        | F/A-18 Super Hornet |
| F/A-18E/F Super Hornet | USA                                                                              | Vidareutvecklad F/A-18 Hornet.                                                              |                     |
| F-35 Lightning II      | USA Storbritannien Italien Nederländerna Kanada Australien Norge Danmark Turkiet |                                                                                             | F-35 Lightning II   |

### Asien
| Stridsflygplan        | Ursprungsland          | Kommentar                                                                             | Bild           |
| --------------------- | ---------------------- | ------------------------------------------------------------------------------------- | -------------- |
| CAC/PAC JF-17 Thunder | Kina Pakistan          | Tidigare känd som Super Seven.                                                        |                |
| F-CK-1 Ching-Kuo      | Taiwan                 |                                                                                       |                |
| HAL Tejas             | Indien                 | Inhemsk utveckling av Hindustani Aeronautics Limited (HAL).                           | HAL Tejas      |
| Jian-7                | Kina                   | Kinesisk vidareutveckling av MiG-21.                                                  |                |
| Jian hong-7A          | Kina                   | Tillverkad av Xi'an Aircraft Industrial Corporation.                                  |                |
| Jian-8                | Kina                   |                                                                                       |                |
| Jian-10               | Kina                   |                                                                                       |                |
| Jian-11               | Kina                   |                                                                                       |                |
| MiG-29                | Sovjetunionen Ryssland |                                                                                       |                |
| MiG-35                | Sovjetunionen Ryssland |                                                                                       | Mikoyan MiG-35 |
| Su-27                 | Sovjetunionen Ryssland |                                                                                       |                |
| Su-30                 | Sovjetunionen Ryssland |                                                                                       |                |
| Su-30MKK              | Kina Ryssland          | Suchoj Su-30 version för Kinas flygvapen. K-suffix = Kitaj (Китай): Kina.             |                |
| Su-30MKI              | Indien Ryssland        | Suchoj Su-30 version för Indiens flygvapen. I-suffix = Indija (Индия): Indien.        | Su-30MKI       |
| Su-35                 | Ryssland               |                                                                                       |                |
| Su-57                 | Ryssland               |                                                                                       |                |
| Suchoj/HAL FGFA/PMF   | Indien Ryssland        | Suchoj-Hindustani Aeronautics Limited (HAL) samarbete för en indisk version av Su-57. |                |